# Silene pinetorum
Silene pinetorum ist eine Pflanzenart aus der Gattung der Leimkräuter (Silene) innerhalb der Familie der Nelkengewächse (Caryophyllaceae).

## Beschreibung

### Vegetative Merkmale
Silene pinetorum ist eine einjährige krautige Pflanze, die Wuchshöhen von 5 bis 20 Zentimetern erreicht. Der Stängel ist am Grund fein flaumig behaart und im oberen Bereich kahl, unter dem Knoten ist er klebrig.

### Generative Merkmale
Die Blütezeit reicht von April bis Mai. Die Blüte ist fünfzählig mit einer doppelten Blütenhülle. Der Kelch ist 4 bis 7,5 Millimeter groß, kahl und an der Mündung nicht verengt. Die Platte der Kronblätter ist zweispaltig, weiß und 2 bis 3 Millimeter groß. Die Kapselfrucht ist 3,5 bis 4,5 Millimeter groß. Der Karpophor ist 2 bis 4 Millimeter groß.
Die Chromosomenzahl beträgt 2n = 24.

## Ökologie
Bei Silene pinetorum handelt es sich um einen Schaft-Therophyten.

## Vorkommen
Silene pinetorum ist ein Endemit auf Kreta in den Regionalbezirken Chania, Iraklio und Lasithi endemisch. Silene pinetorum wächst in Kiefernwäldern, auf Kalkschutthalden und auf Sand- und Felsküsten in Höhenlagen von 0 bis 800 Metern.

## Systematik
Die Erstbeschreibung von Silene pinetorum erfolgte 1849 durch Pierre Edmond Boissier und Theodor Heinrich Hermann von Heldreich in Diagnoses Plantarum Orientalium novarum, series 1, Band 8, S. 75. Das Artepitheton pinetorum ist lateinisch und bedeutet "der Kiefernwälder", "aus den Kiefernwäldern".
Je nach Autor gibt es etwa zwei Unterarten:
- Silene pinetorum Boiss. & Heldr. subsp. pinetorum
- Silene pinetorum subsp. sphaciotica Oxelman & Greuter: Sie wurde 1995 aus Kreta erstbeschrieben.[2]